# Isaac René Guy Le Chapelier
Isaac René Guy Le Chapelier (Rennes, 12 giugno 1754 – Parigi, 22 aprile 1794) è stato un politico, avvocato e rivoluzionario francese.
Venne ghigliottinato negli ultimi mesi del Terrore rivoluzionario.

## Biografia
Secondo di quattro figli di una famiglia di avvocati al Parlamento di Bretagna (gli alti tribunali penali, sotto l'Ancien régime) sin dal XVII secolo, il padre era stato nobilitato nel 1769.  Lui stesso, sin da giovane, avvocato a Rennes, presso la cui università aveva completato gli studi di diritto, nel 1775-76 divenne massone alla loggia della Perfetta Unione di Rennes.  Nel 1780 venne nominato dalla amministrazione di Luigi XVI consigliere degli Stati di Bretagna e della Commissione intermediaria.
A questo periodo risale la conoscenza di taluni che faranno carriera nella Grande Rivoluzione: il Sieyès, che fra il 1786 e l'88 assisteva ad alcune sedute degli Stati di Bretagna; il Lanjuinais, che assieme al Le Chapelier e al Glezen avrebbe firmato, nell'agosto 1788, una 'molto umile e molto rispettosa' rappresentazione dell'ordine degli avvocati del Parlamento di Bretagna a Luigi XVI.

## Gli Stati Generali

### Elezione
L'evento che mutò il corso della vita del Le Chapelier, e della Francia intercorse l'8 agosto 1788, allorché Luigi XVI annunciò la convocazione a Versailles degli Stati Generali, per il 5 maggio 1789.  La reazione del Le Chapelier fu, inizialmente, un poco frastornata: oltre alla 'molto umile rappresentazione', immediatamente successiva alla convocazione, egli tentò, inizialmente, di essere arruolato fra i nobili degli Stati generali: il 24 dicembre 1788 scrisse alla 'Nobiltà di Bretagna' per domandare di fissare il suo stato di nobile, ma la sua domanda venne respinta. Ma Le Chapelier era  un uomo ricco e influente.  Abbastanza per cambiare casacca: il 14 febbraio 1789, si fece eleggere deputato per il terzo stato ai già conosciuti Stati di Bretagna e, il 17 aprile, quinto su sette eletti del terzo stato, anche agli Stati generali di Versailles, rappresentante del baliato di Rennes.

### La imposizione del voto capitario
Riuniti che furono i delegati, gli Stati generali vennero aperti il 5 maggio.  Subito i delegati del terzo stato cominciarono a pretendere il voto per testa, mentre il regime 'costituzionale' vigente prevedeva quello per ordine.  Ciò scatenò una vivacissima agitazione fra i delegati, nella quale ebbero una parte singolarmente rilevante i deputati bretoni (Le Chapelier, Lanjuinais, Defermon e Coroller), riuniti, già da qualche giorni prima dell'apertura degli Stati generali, nel cosiddetto del Club bretone, un capannello dei deputati della Bretagna, riuniti presso il café Amaury, per discutere insieme le rispettive attitudini.  Presto slittate decisamente verso una posizione particolarmente radicale (ebbero il vezzo di farsi definire i furiosi, 'les enragés').  Fra di essi seppe distinguersi il Le Chapelier, evidentemente esacerbato dalla mancata inclusione nello stato nobiliare, implorata nella respinta supplica del 24 dicembre 1788.
In ogni caso, seduto alla sinistra e brillante oratore, ottenne parecchia visibilità: il 19 maggio fu tra i 16 membri del terzo stato scelti per una 'conferenza di conciliazione' con nobiltà e clero.  Il 15 giugno sostenne, pare con efficacia, la mozione del Sieyès in favore della fusione dei delegati dei tre ordini in un'unica Assemblea Nazionale, il 20 giugno si fece notare al Giuramento della Pallacorda.  Dopodiché gli avvenimenti precipitarono: il 9 luglio il Terzo Stato si riunì come Assemblea nazionale costituente, il 14 luglio, venne presa la Bastiglia, il 5 ottobre una gran folla si mise in marcia da Parigi su Versailles, ove la regina rischiò di venire linciata: la corte vennero costretta a trasferirsi a Parigi, insieme all'Assemblea.  In quella occasione Le Chapelier venne grandemente applaudito dalla folla in marcia, che non tentò, in alcun modo, di arrestare.

### Primo presidente del Club dei Giacobini
In quei mesi, al Club bretone venne raggiunto da deputati di altre province.  Sinché, quando si spostò da Versailles a Parigi, cominciò ad essere chiamato Club dei giacobini, dal nome dei frati del convento ove si installò.  Le Chapelier preparò il proprio successo in questa ala sinistra dell'Assemblea, con due proposte decisamente estremiste: il 17 giugno, propose la nomina di una commissione incaricata di alleviare immediatamente la miseria del popolo francese; il 18 luglio intervenne per sostenere la necessità di armare i cittadini.  Tutto ciò gli valse di divenire primo presidente del club.

## L'Assemblea Costituente

### Segretario e presidente dell'Assemblea Costituente
Sia stato il prestigio acquisito nella vittoriosa lotta per il voto capitario, o l'appoggio del club, il deputato bretone fece carriera anche all'Assemblea Nazionale, il 3 e il 18 luglio 1789 e il 10 novembre 1791 ne fu segretario, dal 3 agosto al 16 agosto 1789 presidente, al posto del de La Rochefoucauld e al Touret, che aveva rifiutato l'incarico.  In ottobre rimpiazzò, per tre giorni, Mounier alla presidenza il quale la abbandonò volontariamente e si ritirò temendo ripercussioni causate dalle sue opinioni non più popolari.  L'8 giugno 1790 fu decisivo nel convincere Sieyès ad accettare la presidenza.

### Attivissimo deputato
Fu tra i 53 deputati che più intervennero all'Assemblea, alle cui sedute partecipava con grande assiduità, come parimenti fece con le commissioni delle quali faceva parte: fece parte delle commissioni Redazione, Costituzione (dal 20 luglio 1789, eppoi ancora dal 14 settembre), Decreti, Colonie.  Il 23 novembre 1790 propose la creazione di un Comitato Centrale (con lui membro) con il compito di aumentare l'efficacia del comitato Costituzione, onde accelerarne i lavori.

### Posizioni rivoluzionarie
Nel merito della discussione, Le Chapelier insistette per la separazione dei poteri, rifiutando, quindi, di considerare il monarca come «co-legislatore», salvo un potere di veto sospensivo.  Il 2 gennaio propose e ottenne che venisse inviata una delegazione al re, per sentire le sue proposte in merito alla lista civile, ovvero le proprietà della corona: un concetto davvero rivoluzionario dal momento che, sin ad allora, tale proprietà coincideva semplicemente con l'intero Stato.  Difese il diritto dei 200'000 protestanti al pieno accesso ai diritti politici, e ancora quello degli ebrei di Bordeaux.  Propose, il 9 giugno 1790, l'abolizione della nobiltà e dei titoli di ogni natura.  Difese, infine, l'elettorato attivo dei nullatenenti, dopo averlo osteggiato sino alla fine del 1789.  Le Chapelier fu fra quelli che maggiormente spinsero per la requisizione dei beni ecclesiastici (sin dal 2 novembre), da trasformarsi in beni nazionali e votò a favore degli assegnati.

## Svolta al centro

### Posizioni via via più moderate
Tali posizioni, in definitiva, erano coerenti con quelle del club dei Giacobini.  Ma, a partire dai primi mesi del 1791, si osserva una crescente divaricazione.  Se la proposta del 29 aprile per autorizzare i militari ad assistere alle società patriottiche, appare ambigua, certamente moderati sono gli interventi in tema di potere (che egli attribuiva al monarca, ricalcando le posizioni di Mirabeau) di fare la pace e la guerra e di nominare i ministri e dei ministri di proporre leggi all'Assemblea.  Segno di una crescente preoccupazione per il montante radicalismo sono le proposte del 21 maggio per l'inviolabilità fisica dei deputati, eppoi in tema di limitazioni dei poteri dell'assemblea rispetto ai diritti inalienabili dei cittadini.
Al 29 gennaio 1791, risale un velenoso scambio di battute all'Assemblea: Le Chapelier accusò Robespierre di non conoscere una sola parola della Costituzione.  Rispose il Prieur che lui ne conosceva troppi.  Il primo presidente del club dei Giacobini si avviava, così, a divenire una delle bestie nere della (ancora minoritaria) ala sinistra.

### Dai Giacobini ai Foglianti
La rottura tra i Giacobini e il loro primo presidente divenne definitiva in coincidenza con la fuga a Varennes di Luigi XVI, il 21 giugno 1791, che rafforzò decisamente la sinistra radicale e repubblicana.  Le Chapelier passò al moderato Club dei foglianti e prese a sostenere posizioni decisamente moderate.

### La legge Le Chapelier
La rappresentazione plastica di tale mutamento, si ebbe con la famosa Legge Le Chapelier, del 14 giugno 1791, che aboliva le corporazioni, l'apprendistato, introduceva un delitto di coalizione, penalmente perseguibile, abrogato solo nel 1864.  In conseguenza la legge proibiva anche le associazioni di lavoratori e il diritto di sciopero, con l'argomento che il nuovo regime che aveva distrutto le antiche corporazioni, non poteva permettere la ricostruzioni di nuove, che si interponessero fra Stato e cittadini: a nessuno è permesso di ispirare ai cittadini un interesse intermediario.  Coerentemente, alla fine del settembre 1791, egli criticò i club e le società popolari che non avevano più ragione di esistere, dal momento che la missione di rigenerazione della nazione era terminata: la rivoluzione è finita … occorre portare l'ordine e la pace perché la nuova costituzione potesse entrare in vigore ripeté sovente Le Chapelier negli ultimi mesi dell'Assemblea Costituente.

### La rottura definitiva con i Giacobini
Seguirono una serie di conseguenti prese di posizione: il 4 agosto contro un progetto di legge punitivo dei numerosissimi preti refrattari, ovvero coloro che avevano rifiutato la costituzione civile del clero e i nobili che rifiutavano l'abolizione dei titoli nobiliari.  Contro l'annessione di Avignone.  Contro il pagamento di indennità ai deputati.  Contro la non-rieleggibilità dei deputati della Costituente alla prossima Assemblea Nazionale legislativa.  Per la riduzione del diritto di petizione a diritto individuale, ciò che avrebbe tolto ai club uno dei loro principali strumenti di pressione.  Per la limitazione del 'diritto di affissione' a diritto pubblico regolato dalla legge, al fine di mantenere l'ordine e la pace della società.
Tali posizioni sembravano fatte apposta per scontentare profondamente i suoi vecchi compagni del club dei Giacobini, a partire dal montante Robespierre: questi si mostrò furioso per gli attacchi ai club e alle società popolari.  Uscì anche un avvelenato pamphlet, intitolato Vita privata e politica di re Isacco Le Chapelier I, capo della quarta dinastia dei re di Francia

## Esito

### Ritorno a Rennes
L'Assemblea Nazionale Costituente si sciolse il 30 settembre 1791 e venne immediatamente rimpiazzata dalla Assemblea Legislativa.  Le Chapelier rientrò già quell'anno a Rennes, città che pure nell'agosto 1789, in occasione della sua presidenza dell'Assemblea, gli aveva dedicato la allora Place Neuve, ebbe molte difficoltà ad essere accettato dal locale club degli Amici della Costituzione.  Lui, che a Parigi ne era stato il fondatore.  E la sua ammissione provocò la scissione dei 120 membri più radicali (o opportunisti).
Vennero i successivi, tumultuosi, mesi del proclama di Brunswick del 25 luglio 1792, che portarono al processo di Luigi XVI (iniziato il 11 dicembre 1792) e alla sua decapitazione (21 gennaio 1793).  La radicalizzazione del conflitto politico segnò il trionfo dell'ala sinistra del Robespierre e la sparizione (soprattutto fisica) dei Foglianti.

### Fuga in Inghilterra
Comprendendo la grave minaccia, nel 1792 Le Chapelier passò in Inghilterra, ufficialmente per seguire gli interessi di un cliente.  Lì venne accusato di emigrazione e minacciato di confisca dei beni.  Talché rientrò in Francia: non nella pericolosissima Parigi, però, ma a Forges-les-Eaux, piccolo comune dell'Alta Normandia.

### Processo e decapitazione
Qui, il 14 febbraio 1794 (26 piovoso, Anno II), scrisse una lettera al comitato di salute pubblica del Robespierre, suo antico sodale, nella quale offriva i propri servigi come spia a danno degli Inglesi. La lettera venne considerata una provocazione e l'Incorruttibile ne profittò per decretare immediatamente un ordine di arresto nei suoi confronti. Tradotto dinnanzi al tribunale rivoluzionario, Le Chapelier fu condannato a morte «per aver cospirato, dal 1789, in favore della monarchia», insieme al Thouret, al Malesherbes e al Duval d'Éprémesnil.  Venne ghigliottinato il 22 aprile 1794 (3 fiorile anno II), lo stesso giorno di Malesherbes, del fratello e della cognata del Chateaubriand.

## Secondo matrimonio della moglie
La sua vedova, Marie-Esther de la Marre, si risposò, il 30 dicembre 1799 con il Corbière.  Un avvocato figlio di mugnaio, che aveva fatto una gran carriera con la rivoluzione, divenendo commissario del Direttorio presso l'amministrazione municipale di Rennes eppoi deputato al Consiglio dei Cinquecento.  Sotto la restaurazione divenne poi importantissimo ministro ultra nei secondo governo Richelieu e de Villèle.  Corbière aveva conosciuto Marie-Esther essendo stato incaricato di amministrare la successione del Le Chapelier.

## Citazioni
(Le Chapelier, Assemblea Nazionale Costituente, 29 settembre 1791)